# 맹감독의 악플러
맹감독의 악플러는 2025년 5월 23일부터 2025년 5월 24일까지 방송된 MBC 금토드라마다.

## 기획의도
성적 부진으로 퇴출 위기에 놓인 프로농구 감독 맹공이 팀 성적을 위해 자신의 악플러 화진과 손잡으며 벌어지는 투 맨 게임 코미디 드라마

## 제작진

### 연출
- 현솔잎 : MBC 저녁 일일연속극 《돌아온 복단지》(공동연출), MBC 4부작 미니시리즈 《미치겠다, 너땜에!》(연출) 등 연출

### 극본
- 김담

## 등장 인물

### 주요 인물
- 박성웅 : 맹공 (46세) 역 - 3년 연속 플레이오프 탈락 위기! 프로농구팀 '빅판다스' 감독
- 박수오 : 고화진 (19세) 역 - 닉네임 '맹꽁멸종단', 맹공 전담 악플러.

### 빅판다스 선수들
- 권주석 : 강우승 (31세) 역 - 포인트 가드, 186cm
- 김택 : 박준혁 (24세) 역 - 포워드, 193cm
- 오현중 : 김민우 (25세) 역 - 가드, 178cm
- 강희구 : 유진기 (26세) 역 - 포워드, 198cm
- 문수인 : 최정협 (27세) 역 - 포워드, 198cm
- Dale Anthony Samuels : 체스 (29세) 역 - 포워드, 193cm

### 빅판다스 코칭스텝
- 손상규 : 배 코치 (40대 초) 역 - 맹공의 오른팔, 팀에서 선수들을 다독이는 역할을 맡는다.
- 최병모 : 최 단장 (46세) 역 - 맹공의 든든한 지지자, 현역 시절 맹공과 한팀에서 뛰었다.

### 화진 가족
- 차빈 : 고우진 (22세) 역 - 화진의 형

### 타팀 스텝
- 이남희 : 이 단장 (57세) 역 - 저스트 단장, 구단의 성적보다 모기업의 비위 맞추기를 우선시한다.
- 우지원 : 우 감독 (46세) 역 - 에이트 감독, 현역 시절 최고의 슈터로 인기몰이를 했던 선수 출신 감독.

### 그 외 인물
- 배해선 : 이윤정 역

- 박규빈 : 맹재희 역 - 맹공의 딸.

- 김기두 : 오늘또또 역

- 박건우 : 젊은시절 맹공 역

- 허순미 : 맹공견 역

## 시청률
최저 시청률과 최고 시청률은 시청률 조사회사와 지역별로 시청률에 차이가 있을 수 있습니다.
| 2025년 | 2025년                                  | 2025년   | 2025년           | 2025년 |
| 회차   | 부제                                    | 방송일   | 닐슨 전국 시청률 |        |
| ------ | --------------------------------------- | -------- | ---------------- | ------ |
| 제1회  | 내가 쓴 글이 왜 악플이야? 상소문이거든? | 5월 23일 | 1.6%             |        |
| 제2회  | 이기자, 이겨서 꼭 플레이오프 가자!      | 5월 24일 | 0.9%             |        |

## 참고 사항
- 최병모, 배해선는... KBS2 주말 연속극 《독수리 5형제를 부탁해!》 에 이어서 본 작품에서도 같은 작품에 출연하게 되는 작품의 계기가 되었다.
- 2024 MBC 극본 공모전에서 단막2부작&시나리오 부문 최우수상을 수상한 극본이다. 심사위원들로부터 “두 주인공의 흥미로운 관계성이 좋은 대사로 잘 구현된 휴먼 코미디가 강점”이라는 평을 받았다.[3]

## 같이 보기
- 대한민국의 텔레비전 드라마 목록 (ㅂ)
- 2025년 대한민국의 텔레비전 드라마 목록